# Liberalizem
Liberalizem (iz lat. liberalis 'svoboden') je politični in gospodarski nauk, po katerem sta svoboda (ekonomska, verska, politična, nazorska itd.) in enakopravnost posameznika temelj družbenega napredka. Liberalci so navzlic raznolikosti mnenj enotni v podpori temeljnih idej, kot so ustava, liberalna demokracija, svobodne in pravične volitve, človekove pravice, kapitalizem, prosta trgovina in svoboda veroizpovedi. Ideje liberalizma sprejemajo tudi politične skupine z drugačno ideološko usmeritvijo. Prevladujoči obliki liberalizma sta klasični liberalizem v osemnajstem stoletju ter socialni liberalizem dvajsetega stoletja.

## Začetek liberalizma
Liberalizem korenini v individualizmu, razsvetljenskem racionalizmu, naravnem pravu, reformacijskih zahtevah po svobodi veroizpovedi, v britanskem Bill of Rights (1689), v ameriški ustavi 1787, zlasti pa v francoski deklaraciji o pravicah človeka in državljana (1789). John Locke je oblikoval ideologijo liberalizma ločeno od filozofske tradicije, ki označuje koncept naravnih pravic in družbenega dogovora. Menil je, da mora vladavina prava nadomestiti absolutizem in da morajo oblastniki vladati na podlagi družbenega soglasja in ne na podlagi podedovanih pravic. Zagovarjal je pravico posameznika do življenja, svobode in lastnine.
Ameriška vojna za neodvisnost in Francoska revolucija sta se sklicevali na liberalno filozofijo za upravičevanje oboroženega strmoglavljenja tiranskega vladanja. V devetnajstem stoletju je prišlo do liberalnih vlad med narodi po Evropi, Latinski in Severni Ameriki. V dvajsetem stoletju je liberalna demokracija zmagala v dveh svetovnih vojnah in preživela ideološki izziv fašizma in komunizma. Močan nasprotnik liberalizma so konservatizem, fundamentalizem in vojaška diktatura. Liberalci so politično organizirani po državah na vseh kontinentih. Igrali so odločilno vlogo pri formiranju republik, širjenju državljanskih pravic in državljanskih svoboščin. Pripomogli so pri vzpostavitvi sodobne socialne države ter so nosilci verske strpnosti, verske svobode, globalizacije ter politične in socialne modernosti. 

## Etimologija in opredelitev
Vse različice besede (liberalno, svoboda, libertarnost) izhajajo iz latinske besede liber 'prost'. Leta 1375 je bila beseda v rabi za sedem svobodnih umetnosti (septem artes liberales) in je pomenila klasično izobrazbo, ki jo je dajala srednjeveška univerza. Drugi pomeni so 'prosto' (1387), 'brez omejitev' (1433), 'dovoljeno' (1530) in slabšalno 'brez glave' (16. in 17. stoletje). V razsvetljenstvu je beseda pridobila na pozitivnih pomenih in je 1781 pomenila 'brez predsodkov', ter 1823 'brez fanatizma'. Od sredine 19. stoletja se je beseda liberalno nanašala na politične stranke in gibanja po vsem svetu. 

## Zgodovina
Zgodovina liberalizma se začenja z angleško državljansko vojno pred štiristo leti kot odgovor na verske vojne, ki so prizadele Evropo med 16. in 17. stoletjem, njegove korenine pa segajo v srednji vek. Prva večja realizacija liberalnih idej se je zgodila z ameriško vojno za neodvisnost, kot celovito gibanje proti staremu redu pa s francosko revolucijo.
Klasični liberalizem, ki je poudarjal pomen prostega trga in državljanskih svoboščin, je prevladal po francoski revoluciji. Prva svetovna vojna in velika gospodarska kriza pa sta prinesli novi socialni liberalizem, ki poudarja večjo vlogo države pri odpravi slabih socialnih razmer. Danes liberalne demokracije po svetu podpirajo ustavnost, državljanske in osebne svoboščine, politični pluralizem in socialno državo. 

### Predrevolucionarno obdobje
Renesansa je v 15. stoletju problematizirala obstoj institucij srednjega veka. Oživelo je zanimanje za znanost iz antičnega obdobja.Protestantska reformacija se je v 16. stoletju razvila iz pogledov, ki so videli katoliško cerkev kot zatiralko, ki je podpirala fevdalno strukturo evropske družbe. Cerkev je v 17. stoletju odgovorila s protireformacijo, kar je privedlo do tridesetletne (verske) vojne. V Angliji je državljanska vojna leta 1649 privedla do obglavljenja kralja Karla I.. Parlamentu je na koncu uspelo z revolucijo leta 1688 vzpostaviti omejeno ustavno monarhijo. Glavni vidiki zgodnje liberalne ideologije so nastali iz omenjenih dogodkov. 
Angleški filozof John Locke z delom Two Treatises of Government (1690) velja za očeta liberalizma. 
Trinajst britanskih kolonij v Ameriki je 1776 pod vplivom liberalnih principov v okviru monarhije zaradi nezadovoljstva s svojim zastopstvom v parlamentu Združenega kraljestva razglasilo neodvisnost. Obdavčile so britanske koloniste, kar so ti šteli za kršitev njihovih ustavno zajamčenih pravic. Ameriška revolucija je bila najprej civilne in politične narave, vendar se je nadaljevala z vojaškimi spopadi leta 1775, ki so bili v glavnem končani po letu 1781. 1787 je Philadelphijska konvencija konstituirala novo državo. Ustava Združenih držav Amerike je vzpostavila republiko z zvezno strukturo. Ustavi je sledila Deklaracija človekovih pravic Združenih držav Amerike in leta 1789 poimenovala nekatere naravne pravice, ki ustrezajo liberalnim idealom. Ameriška revolucija je bila temelj za številne družbeno-politične spremembe drugod po svetu, med njimi je najbolj znana francoska revolucija.

### Francoska revolucija
Francosko revolucijo so že sodobniki razumeli kot veliko prelomnico v človeški zgodovini, leto 1789 nekaterim zgodovinarjem pomeni konec zgodnjega novega veka in začetek moderne dobe", "zmagoslavje liberalizma". Francoska revolucija se je začela maja 1789 s sklicem Generalnih stanov. Prvo leto je prineslo napad na Bastiljo v juliju in sprejetje Deklaracije o pravicah človeka in državljana v avgustu. Napoleon, ki je vladal približno pet let, je z ureditvijo njene birokracije centraliziral državo. Napoleonove vojne (1805–1815) so bile dedič revolucionarnih državnih ukrepov proti starim monarhijam v Evropi. Njihov namen je bil likvidacija fevdalnega sistema, liberalizacija zasebne lastnine, odprava Cehov, legalizacija ločitve zakonske zveze, razpad judovskega geta, propad inkvizicije, trajno uničenje Svetega rimskega cesarstva, odprava cerkvenih sodišč in verske oblasti, vzpostavitev metričnega sistema enot in enakost pred zakonom za vse moške. Napoleon je prvi uporabljal besedo liberalno v političnem smislu. Uporabljal je metodo civilne diktature, ki je imela plebiscitarno legitimnost. Sicer Napoleon ni dosledno uresničeval liberalnih idealov, za katere se je zavzemal. Njegov najbolj trajen dosežek je bil civilni zakonik, nadaljeval pa je z diskriminacijo žensk pod geslom "naravnega reda".

### Otroci revolucije
Liberalci so v 19. stoletju želeli razviti svet brez vladne intervencije ali pa vsaj brez prevelike vladne intervencije. Zavzemali so se za ideale negativnih svoboščin, kar pomeni odsotnost prisile in brez zunanjih pritiskov. Verjeli so, da vlade predstavljajo veliko breme, zato so hoteli vlado, ki se ne vmešava v življenja posameznikov. Liberalci so se zavzemali tudi za širitev državljanskih pravic, ter za povečanje obsega prostega trga in proste trgovine.
Slednji način ekonomskega razmišljanja je Adam Smith  predstavil v svojem monumentalnem delu Wealth of Nations(1776), ki revoluciarno vpliva na področja ekonomije in stanja "nevidne roke" prostega trga kot mehanizema samoregulacije.
Politično so liberalci videli 19. stoletje kot prehod k doseganju obljub iz leta 1789. V Španiji so Liberalci bili prvi, ki so uporabljali besedo liberalno v političnem kontekstu. To je pomenilo strmoglavljenje monarhije v letu 1820 kot delTrienio Liberalin zmaga nad konzervativnimi Karlisti v letu 1830. V Franciji, je julijska revoluciji leta 1830, kot jo opisujejo liberalni politiki in novinarji, odstranila Bourbon monarhijo in je pripeljala do podobnih uporov tudi drugod po Evropi.
Revolucije leta 1848 so zajele celotno avstrijsko cesarstvo, kot tudi nemške in italijanske države. Vlade so padle hitro. Liberalni nacionalisti so zahtevali ustavo v pisni obliki, predstavniške sklope, širšo volilno pravico in pa svobodo tiska. Druga republika je bila razglašena v Franciji. Tlačanstvo je bila ukinjeno v Prusiji, Galiciji, na Češkem in Madžarskem. Metternich je šokiral Evropo, ko je v paniki odstopil in pobegnil v Veliko Britanijo.
Seveda pa revolucionarji niso vedno uspevali. Brez francoske pomoči bi Italijani bili zlahka premagani s strani Avstrijcev. Avstriji je tudi uspelo ustaviti nacionalna gibanja v Nemčiji in na Madžarskem, kar je skupaj s propadom frankfurtskega parlamenta preprečilo poenotenje nemške države v enoten narod. Brez zgornjih ukrepov Italijani in Nemci ne bi uspeli uresničiti svojih sanj po nacionalni enotnosti. Sardinijski premier, Camillo di Cavour je bil iznajdljivi liberalec, ki je razumel, da je edina učinkovita rešitev za Italijane bila osamosvojitev, vendar le zgolj če so Francozi na njihovi strani. Napoleon III se je strinjal z zahtevo Cavourja za pomoč in Francija je premagala Avstrijo v francosko-avstrijski vojni v letu 1859, kar je bila odločilna poteza za italijansko neodvisnost. Združitev Nemčije je uspelo Ottu von Bismarcka, ki je premagal sovražno Prusijo v vojni. Po francosko-pruski vojni so leta 1871 razglasili Nemško cesarstvo v dvorani Hall of Mirrors v Versaillesu, s tem pa se je  končala druga faza programa za nacionalizacijo. Francozi so po izgubi v vojni razglasili Tretjo francosko republiko.
Le nekaj desetletij po francoski revoluciji, je liberalizem postal globalno gibanje. Liberalni in konzervativni boji so se pojavili tudi v državah Latinske Amerike natančneje v Mehiki in Ekvadorju. Med letoma 1857 in 1861 je v Mehiki prišlo do krvave vojaške reforme in veliko notranjih ideoloških spopadov med liberalci in konservativci. Liberalno zmagoslavje se je pojavilo s podobnimi razmerami tudi v Ekvadorju. Podobno kot pri drugih narodih v vsej regiji je v času, ko je bil Ekvador namočen v krizo, bili ljudje razdeljeni med konkurenčnimi liberalnimi in konservativnimi tabori. Iz teh konfliktov, je García Moreno uvedel konservativno vlado, ki je bila na koncu strmoglavljena v liberalni revoluciji leta 1895. Radikalne liberalce, ki so zrušili konservativce je vodil Eloy Alfaro. Bil je revolucionar, ki je izvedel različne družbeno-politične reforme, vključno z ločitvijo države od cerkve. Podprl je legalizacijo razveze zakonske zveze, in ustanovil javno šolstvo.
V 19. stoletju, se je v Veliki Britaniji oblikoval sodobni značaj liberalizma. Liberalna čustva so se sprostila po revolucionarnem obdobju dvajsetega stoletja, kar je na koncu pripeljalo do ustanovitve Liberalne stranke. Liberalci so imeli enega najbolj vplivnih britanskih ministrskih predsednikov - Williama Ewart Gladstona, ki je bil znan tudi kot Grand Old Man. Pod Gladstonom so liberalci reformirali izobraževanje, ločili Irsko cerkev (Irski Zakon o cerkvi 1869) od države in uvedli tajno glasovanje za lokalne in parlamentarne volitve. Po Gladstonu in po obdobju konservativne prevlade so liberalci v polni obliki vrnili volitve leta 1906, podprte z delavskim razredom volivcev. Po tej zgodovinski zmagi, so se liberalne stranke preusmerile od klasičnega liberalizma, ter postavile temelje za prihodnost Britanske socialne države. Ta je sprejela različne oblike zdravstvenega zavarovanja, zavarovanja za primer brezposelnosti in pa pokojnine za starejše delavce. Nova socialna vrsta liberalizma je zajela večji del sveta v 20. stoletju.

### Konflikti in obnova
V 20. stoletju se je začel razcvet liberalizma. Prva svetovna vojna se je pokazala kot velik izziv za liberalne demokracije, ki so na koncu porazile diktatorske države Centralnih sil. Vojna je prispevala k propadu starejših oblik vladavin, vključno z imperiji in dinastičnimi državami. Število republik v Evropi se je do konca vojne povečalo na trinajst v primerjavi s samo tremi na začetku vojne leta 1914. Ta pojav je postal očiten v Rusiji. Pred vojno, se je ruska monarhija povsem opomogla od izgub na Japonskem, političnem boju s kadeti in močnem liberalnem bloku v Dumi. Soočanje z velikim pomanjkanjem osnovnih potrebščin je pripeljalo do širokih nemirov v začetku leta 1917. Car Nikolaj II je bil odstavljen v marcu, kar je omogočilo liberalcem razglasitev republike. Pod negotovim vodstvom Alexandra Kerenskega je Začasna vlada slabo opravljala nadaljnje sodelovanje Rusije v vojni jeznih odzivov Petrograjskih delavcev, ki so se pomikali vse bolj v levo. Boljševiki, komunistična skupina pod vodstvom Vladimirja Lenina, je izkoristila politično priložnost iz te zmešnjave in začela Drugo revolucijo v Rusiji še v istem letu. Komunistična zmaga je predstavljala velik izziv za liberalizem, kar je pripeljalo do rasti totalitarnih režimov, ki so se zaradi gospodarskih težav, ki so pretresli zahodni svet leta 1930, izkazali za zelo uničujoče.
Velika depresija je korenito spremenila liberalni svet. Prišlo je do zasnutka novega liberalizma v času prve svetovne vojne, vendar pa se je moderni liberalizem popolnoma razcvetel leta 1930 kot odgovor na depresijo, ki je navdihnila John Maynard Keynes za revolucijo na področju ekonomije. Klasični liberalci, kot so ekonomist Ludwig von Mises, ki je podpiral predvsem prosti trg, je navedel, da so bile optimalne gospodarske enote lahko učinkovito dodeljevanje sredstev, ki so prispevale k polni zaposlitvi in ekonomski varnosti. Keynes pa je napadel klasično ekonomijo in njene privržence z utemeljitvijo, da popolnoma prosti trgi niso idealni in da je v težkih gospodarskih razmerah potrebno posredovanje in naložbe s strani države. Kjer na trgu ni ustrezno dodeljenih sredstev, morajo vladni ukrepi spodbuditi gospodarstvo.
Socialno liberalni program, ki se je začel s predsednikom Rooseveltom v Združenih državah Amerike, New Deal, se je izkazal za zelo priljubljen pri ameriški javnosti. Leta 1933, ko je Roosevelt prišel v pisarno, je stopnja brezposelnosti znašala približno 25 odstotkov. Velikost gospodarstva, merjena z bruto nacionalnim proizvodom, je padla na polovično vrednost, ki jo je imela začetku leta 1929  Volilna zmaga Roosevelta in demokratov je pripeljala do ogromnega javnofinančnega primanjkljaja in programa javnih del. Kljub temu je do leta 1935 stopnja brezposelnosti padla na le okrog 20 odstotkov. Dodatni državni primankljaj in program javnih del sprožen do druge svetovne vojne, je sčasoma potegnil ZDA iz velike depresije. Od leta 1940 do 1941 se je javna poraba povečala za 59 odstotkov, bruto domači proizvod se je povečal za 17 odstotkov, brezposelnost je padla pod 10 odstotkov prvič po letu 1929. Do 1945 je velik javnofinančni primanjkljaj, Javni dolg, znašal neverjetnih 120 odstotkov BDP-ja, vendar je stopnja brezposelnosti vseeno bila učinkovito odpravljena. Večina držav, ki so se vlekle iz velike depresije so to storile s povečanjem javnofinančnega primankljaja in močne intervencije s strani države.
Gospodarska kriza v tem obdobju je spodbudila nemire v evropskem političnem svetu, ki so pripeljali k vzponu fašizma kot ideologije in gibanja, ki je močno kritiziralo liberalizem. V širšem smislu, fašistična ideologija je poudarjala elitizem, absolutno vodstvo, zavrnitev enakosti in uvedbo patriarhalne družbe. Fašistične in nacionalistične zamere iz leta 1930 so končno dosegle vrhunec v drugi svetovni vojni, v najsmrtonosnejšem konfliktu v zgodovini človeštva. Zavezniki so spreobrnili vojno v letu 1945 in njihova zmaga je postavila temelje za hladno vojno med komunističnimi državami in liberalnimi demokracijami. Hladna vojna je pokazala veliko ideološko konkurenco. Medtem ko so komunistične države in liberalne demokracije tekmovale druga proti drugi, je gospodarska kriza povzročila začasen odmik od Kenezianske ekonomije v mnogih zahodnih vladah. Ta klasična liberalna obnova, znana kot neoliberalizem, je trajala do leta 1990, ki je povzročila gospodarsko privatizacijo industrij, ki so bile prej v državni lasti. Vendar pa je nedavna gospodarska kriza spodbudila preporod Kenezianske ekonomske misli. Proti koncu 20. stoletja so komunistične države v Vzhodni Evropi propadle, pri čemer so liberalne demokracije postale edina večja oblika vladanja. Na začetku druge svetovne vojne je bilo število demokracij po vsem svetu enako kot jih je bilo pred štiridesetimi leti. Po letu 1945 so se liberalne demokracije začele zelo hitro širiti. Vendar pa se liberalne demokracije še vedno soočajo s številnimi izzivi, vključno s širjenjem terorizma in pa rastjo verskega fundamentalizma. Vzpon Kitajske je tudi velik izziv zahodnega liberalizma, ki je kombinacija avtoritarne vlade in pa kapitalizma.

## Filozofija
Liberalizem, kot politična in intelektualna tradicija, velja za moderni fenomen, ki se je začel v 17. stoletju, čeprav so se nekatere liberalne filozofske ideje pojavile v predhodnih sestavinah antike. Rimski cesar Mark Avrelij je hvalil "idejo vladavine v zvezi z enakimi pravicami, svobodo govora in idejo o kraljevski vladi, ki spoštuje predvsem svobodno ureditev". Liberalna filozofija simbolizira obsežne intelektualne tradicije, ki so pregledale in popularizirale nekatere od najbolj pomembnih in spornih načel sodobnega sveta. Njena izjemna znanstvena in akademska proizvodnja je bila označena kot vsebovanje "bogastva in raznolikosti", vendar je ta raznolikost pogosto pomenila, da je liberalizem na voljo v različnih oblikah in predstavlja izziv za vsakogar, komur je potrebna jasna opredelitev.

### Glavne teme
Čeprav imajo vse liberalne doktrine skupne dediščine, znanstveniki pogosto domnevajo, da ti nauki vsebujejo "ločene in pogosto kontradiktorne miselne tokove". Liberalni teoretiki in filozofi so se razlikovali po različnih časih, kulturah in celinah. Raznolikosti pojmovanja liberalizma se razlikujejo, kjer so liberalni misleci in gibanja pritrjena na velik izraz liberalizem, vključno s klasičnim, egalitarnim, gospodarskim, socialnim, državo blaginje, etičnim, humanističnim, deontološkim, perfekcionističnim,demokratičnim in pa institucionalnim, če jih naštejemo le nekaj. Po svojem velikem pomenu je liberalizem filozofija o pomenu človeštva in družbe. Politični filozof John Gray meni, da imajo liberalne misli skupno to, da so individualistične, egalitarne, melioristične in univerzalne.
Individualistični element zagovarja etičnost človeka proti pritiskom socialnega kolektivizma, enakopraven element pripisuje enako moralno vrednost in status vsem posameznikom, meliorističen element trdi, da lahko več generacij izboljša družbenopolitično ureditev, univerzalističen element pa potrjuje moralne enotnosti človeške vrste in marginalizira lokalne kulturne razlike. Meliorističen element je bil predmet številnih polemik, ki so jih zagovarjali misleci, kot so Immanuel Kant, ki je verjel v človeški napredek, hkrati pa je trpel zaradi napadov mislecov, kot so Rousseau, ki je verjel da so človekovi poskusi, da bi se izboljšalo družbeno sodelovanje neuspešni. Opisovanje liberalnega temperamenta, je Gray trdil, da je "zgledovanje po skepticizmu zaupljiva varnost božjega razodetja. Liberalna filozofska tradicija je iskala potrditev in utemeljitev v več motnjah v projektu. Moralne in politične predpostavke liberalizma so nastale na podlagi tradicije, kot so naravne pravice in utilitaristične teorije, čeprav včasih liberalci zahtevajo tudi podporo iz znanstvenih in verskih krogov. Skozi vse naštete tradicije so znanstveniki opredelili naslednje pomembne vidike skupne liberalne misli: verjamejo v enakost in posameznikovo svobodo, ki podpira privatno lastnino in pa individualne pravice. Slednje podpirajo zamisel o omejeni ustavni vlade in priznavajo pomen povezanih vrednot, kot so pluralizem, Strpnost, samostojnost in privolitve. 
Liberalci menijo, da je vojna včasih potrebna, vendar v nasprotju z neokonservatizmom menijo, da je uporaba enostranske sile napačna, saj se bo na ta način začel krog nasilja, ki ga ne bo mogoče ustaviti.

### Klasika in modernizem
Zgodnji liberalci, vključno s Thomasom Hobbesom, Johnom Lockeom in Baruchom Spinoza, so poskušali omejiti moč vlade v liberalni družbi. Ti liberalci so zagotavljali najbolj osnovne življenjske-svoboščine in pa privatno lastnino in so zato zahtevali oblikovanje "suverenega" organa z univerzalno jurisdikcijo. V skladu z naravnim stanjem, liberlaci so ljudje, ki jih poganja instinkt za preživetje in samoohranitev in edini način za izhod iz takega nevarnega obstoja je bil oblikovanje skupne in močne arbitre, ki lahko rešujejo navzkriž interesov med konkurenčnimi človekovimi željami. Ta moč se lahko oblikujejo v okviru civilne družbe, ki omogoča posameznikom, da naredijo prostovoljno družbeno pogodbo s suvereno oblastjo, ki prenaša svoje Naravne pravice v ta organ v zameno za varovanje življenja, svobode in lastnine. Ti zgodnji liberalci se pogosto niso strinjali glede mnenja o najprimernejši oblika vladanja, vsi pa so imeli skupno prepričanje, da so bile svoboščine naravne in da je njeno moč potrebno omejiti. Liberalci imajo splošno prepričanje o omejeni vladi, čeprav je več liberalnih filozofov skeptičnih do popolne vlade. Thomas Paine je napisal, da je "vlada celo v svojem najboljšem stanju nujno zlo".
Kot del projekta za omejitev pooblastila vlade, različni liberalni teoretiki, kot so na primer James Madison in Baron de Montesquieu so zasnovali pojem delitve oblasti, sistem za enakomerno porazdelitev vladnih organov med izvršno, zakonodajno in sodstveno vejo. Vlade se morajo zavedati, liberalci ohraniti, da slabo in nepravilno vodenje da ljudem organ za strmoglavljenje odločbe, da s kakršnimi koli in vsemi možnimi sredstvi, tudi s pomočjo nasilja in revolucije, če je potrebno. Sodobni liberalci so pod vplivom socialnega liberalizma še naprej podpirali omejene ustavne vlade, medtem ko so se zavzemali tudi za državne službe in določbe za zagotovitev enakih pravic. Sodobni liberalci trdijo, da so formalna ali uradna jamstva pravic posameznika brezpredmetna, ko posamezniki nimajo materiala pomeni, da koristi te pravice, ki predlaga večjo vlogo države v upravljanju gospodarske zadeve. Zgodnji liberalci prav tako postavili temelje za ločitev države in cerkve. Kot dediči razsvetljenstva so liberalci verjeli, da mora kateri koli družbeni in politični reda postati iz ljudskih interakcij, ne pa iz božje volje. Številni liberalci so bili odkrito sovražni do verskega prepričanja, ampak najbolj koncentrirane svoje nasprotovanje sindikatov verske in politične oblasti, trdi, da vera lahko uspevajo na lastno, brez uradnega sponzorstva ali od uprave stanje.
Od 17. do 19. stoletja so liberalci (Adam Smith, David Ricardo, Jean-Baptiste Say, John Stuart Mill, On Liberty, 1859, Friedrich Hayek v delu Pot v hlapčevstvo, 1944) konceptualizirali prostost kot odsotnost vpliva države in gospodarstvo utemeljevali na fiziokratskem principu laissez-faire in svobodnem tekmovanju. V 19. stoletju je bil liberalizem vodilno meščansko politično gibanje. Nastopal je proti cerkvi, aristokraciji in državnemu monopolizmu.

## Liberalizem v Sloveniji
Zametki liberalizma so v jožefinskih reformah in v Iliriskih provincah ob koncu 18. in v začetku 19. stoletja. Liberalne ideje so na Slovensko prihajale iz Trsta, Gradca in Dunaja. Liberalno usmerjeni študentje, izobraženci in duhovniki so bili avtorji programa Zedinjene Slovenije. Zahtevali so odpravo zgodovinskih dežel in federalizem ter se sklicevali na naravno pravo. Njihov liberalizem je omejevala lojalnost cesarju in avstrijskih dinastiji ter odpor do revolucije. Po porazu revolucije v Avstriji leta 1848 je bilo prepovedano širiti liberalne ideje. Vlada je v času neoabsolutizma odpravila večino liberalnih svoboščin oziroma liberalna načela (obrtno in trgovinsko svobodo) uveljavljala le v gospodarstvu. Razmere so se spremenile z obnovitvijo politične monarhije po letu 1861. Slovenski liberalci so bili številčno šibki, v glavnem intelektualci (pravniki, zdravniki, profesorji) in trgovci, liberalske ideje je mehčala njihova prva skrb za narod in zavest o nacionalno združevalni vlogi duhovščine. 
Nacionalno gibanje se je formalno delilo na liberalne mladoslovence in konservativne staroslovence, vendar je nastopalo enotno, tudi na taborih, ki so jih organizirali mladoslovenci. 1868 so liberalci ustanovili politični časnik Slovenski narod. Tedaj je bila beseda liberalizem prvič natisnjena v Kmetijskih in rokodelskih novicah. Borbeno so prvič nastopili leta 1872 z geslom "Vse za domovino, omiko in svobodo"; v protest proti klerikalski oznaki leta 1869 podržavljenih šol kot brezverskih. Tedaj so se tudi zbližali z nemškimi liberalci, ki so dotlej slovenskim očitali konservativnost. Slovenski liberalizem je bil v primerjavi z nemškim kompromisen, usmerjen bolj v nacionalno problematiko kot v liberalska načela. Strankarski prvak Josip Vošnjak je bil npr. odločno proti liberalskemu kapitalizmu in je zagovarjal zadružništvo in državno zaščito šibkih. Slovenski liberalci so pripadali dvema strujama: »elastikarjem« (vodja Fran Šuklje, pristaš Janko Kersnik) in radikalcem (Ivan Hribar, Ivan Tavčar). Sloga med liberalci in konservativci je trajala od 1874 do konca 80. let. Tedaj je vodja konservativcev Anton Mahnič zahteval »ločitev duhov«. 
1894 so liberalci ustanovili Narodno napredno stranko s programom ločitve cerkve od države in šole od cerkve, nacionalne avtonomije, volilne pravice. Stavili so na srednji sloj in na industrializacijo in zahtevali zaščito domačega gospodarstva. 1896 so se povezali z Nemci in v zvezi z njimi vztrajali do 1908. 1905 so mladi ustanovili frakcijo Narodnih radikalov (vodja Gregor Žerjav). Najpomembnejša voditelja Slovenske liberalne stranke pred 1. svetovno vojno sta bila Ivan Hribar in Ivan Tavčar. Stranka je do 1. svetovne vojne ustavovila vrsto društev in ustanov, npr. Ljubljansko kreditno banko. Nekateri liberalni voditelji so že pred razpadom Avstro-Ogrske (oktober 1918) zagovarjali zamisel o enotni jugoslovanski državi; simpatij do jugoslovanstva je bilo med liberalci več kot med katoliki. 1917 je Jugoslovanski klub podprl majniško gibanje. Junija 1918 so ustanovili Jugoslovansko demokratsko stranko, ki je imela v programu tudi enakopravno družbeno vlogo žensk. Podprli so jugoslovanski centralizem in unitarizem in 1921 glasovali za Vidovdansko ustavo. 
Liberalski značaj so imele v Jugoslaviji poleg Narodno napredne stranke še JDS (Jugoslovanska demokratska stranka), Samostojna kmetska stranka, Narodno socialistična stranka. Med liberalci je bilo veliko strankarskih frakcij in razhajanj, zlasti med intelektualci. Liberalci okoli revije Sodobnost 1932 (Ivan Prijatelj, Josip Vidmar, Lojze Ude) so npr. poudarjali nacionalno usmerjenost. 1941 so se mlajši liberalci pridružili Osvobodilni fronti, starejši, ki so OF imeli za komunistično in protijugoslovansko, pa ne. Precej politično angažiranih liberalcev je med drugo svetovno vojno bilo interniranih v Dachau in so tam pomrli, preživeli pa so bili politično kompromitirani (Nagodetov proces 1946).

## Psihologija
Na osebna politična prepričanja lahko vplivata tako dednost kot okolje. Raziskava znanstvenikov izvedena na Harvardu in Univerzi v Kaliforniji v San Diegu leta 2010 meni, da je liberalizem vsaj delno razložen z genetsko nagnjenostjo k motnji, ki išče novosti. Študija je ugotovila pozitivno korelacijo med prisotnostjo 7R variante DRD4 gena, dopaminskega receptorja gena in osebne težnje, da imajo liberalne poglede, vendar le pod pogojem, da imajo "velike socialne mreže", opredeljene v raziskavi, z več kot deset prijatelji v srednji šoli